# Marquesado de Gramosa
El marquesado de Gramosa es un título nobiliario español creado el 19 de septiembre de 1662, con el vizcondado previo de Las Vegas de Matute, por el rey Felipe IV a favor de Pedro Ibáñez de Segovia e Isasi Leguizamón, quien era hijo de Pedro Ibáñez de Leguizamón, XV señor de la Casa y Torre de las Vegas de Matute del Campillo y el Carrascal, señor del castillo del Valle de Orozco, y de su esposa Mariana de Isasi y Leguizamón, hija de Domingo Martínez de Isasi, señor de los cortijos de Gramosa, en Jerez de los Caballeros.
El 19 de marzo de 1741, el rey Felipe V, le otorgó la grandeza de España, al V marqués de Gramosa, Martín Manuel González de Castejón e Ibáñez de Segovia.

## Marqueses de Gramosa
|                        | Titular                                                 | Periodo                |
| Creación por Felipe IV | Creación por Felipe IV                                  | Creación por Felipe IV |
| ---------------------- | ------------------------------------------------------- | ---------------------- |
| I                      | Pedro Ibáñez de Segovia y Leguizamón                    | 1662-1673              |
| II                     | Pedro Ibáñez de Segovia e Idiáquez                      | 1673-1706              |
| III                    | Micaela Ibáñez de Segovia e Idiáquez                    | 1706-1709              |
| IV                     | Mariana de Velasco e Ibáñez de Segovia                  | 1709-1715              |
| V                      | Martín Manuel González de Castejón e Ibáñez de Segovia  | 1721-1744              |
| VI                     | Martín Nicolás González de Castejón e Ibáñez de Segovia | 1744-1752              |
| VII                    | Martín Miguel de Castejón y Dávila                      | 1752-1764              |
| VIII                   | María del Pilar González de Castejón y Silva            | 1764-1806              |
| IX                     | María Luisa de Silva y Castejón                         | 1806-1825              |
| X                      | Juan Bautista de Queralt y Silva                        | 1825-1865              |
| XI                     | Juan Bautista de Queralt y Bucarelli                    | 1865-1865              |
| XII                    | Hipólito de Queralt y Bernaldo de Quirós                | 1865-1877              |
| XIII                   | Enrique de Queralt y Fernández-Maquieira                | 1878-1930              |
| XIV                    | Enrique de Queralt y Gil-Delgado                        | 1930-                  |
| XV                     | Enrique de Queralt y Chávarri                           | 1980-1998              |
| XVI                    | Enrique de Queralt y Aragón                             | 1998-actual titular    |

## Historia de los marqueses de Gramosa
- Pedro Ibáñez de Segovia y Leguizamón  (m. 1673), I marqués de Gramosa.[2]

Casó en 1644 con Mariana de Idiáquez e Isasi. Le sucedió su hijo:
- Pedro Ibáñez de Segovia e Idiáquez (m. 27 de enero de 1706, II marqués de Gramosa.[2]

Casó en primeras nupcias el 25 de mayo de 1681 con María Eugenia de Córdoba Portugal y Mendoza (m. 22 de junio de 1694), V marquesa de Villamayor de las Ibernias, VII condesa de Villardompardo. Sin descendientes. Contrajo un segundo matrimonio el 18 de febrero de 1697 con Ana María de Castilla, X señora de Gor. Sin descendientes. Le sucedió su hermana:
- Micaela Ibáñez de Segovia e Idiaquéz (m. 26 de mayo de 1709), III marquésa de Gramosa.[2]

Casó con Juan de Velasco y Licques, VI conde de Salazar, VIII conde de Castilnovo, V marchese di Belbedere. Le sucedió su hija:
- Mariana de Velasco e Ibáñez de Segovia (24 de enero de 1715), IV marquesa de Gramosa,[2] VII condesa de Salazar, IX condesa de Castilnovo.

Casó con Juan de Idiáquez y Eguía, I duque de Granada de Ega. Sin descendientes. Le sucedió un sobrino del primer marqués de Gramosa, hijo de Martín Pedro de Castejón y Belvís, I marqués de Velamazán, y de Teresa Ibáñez de Segovia, hija de Pedro Ibáñez de Segovia y de María de Isasi Leguizamón:
- Martín Manuel González de Castejón e Ibáñez de Segovia (11 de noviembre de 1663-24 de abril de 1744), V marqués de Gramosa,[2] I marqués de Velamazán, IX marqués de Lanzarote, vizconde de las Vegas de Matute.[3] Fue nieto de Martín Juan de Castejón y Medrano, V señor de Velamazán, Riotuerto, Los Olmillos, casa fuerte de Arias y La Serna, señor de cámara del rey y concejal perpetuo de Soria y Almazán.[4]

Casó en primeras nupcias con su prima y tía paterna, Ana Laura González de Castejón, hija de Gil Fadrique de Castejón, I marqués de la Solana y de su esposa Ángela de Castejón y Belvís. En segundas nupcias, Casó el 16 de mayo de 1700 con Águeda María de Camargo y Angulo hija de José Antonio de Camargo y Pasquier, I conde de Villarrea, y de su esposa María Teresa de Angulo y Rada. Le sucedió su hijo del primer matrimonio:
- Martín Nicolás González de Castejón e Ibáñez de Segovia (1690-21 de octubre de 1752), VI marqués de Gramosa,[2] III marqués de Velamazán,[5] X  marqués de Lanzarote, vizconde de las Vegas de Matute.

Casó en primeras nupcias el 20 de noviembre de 1724 con Teresa Ignacia Dávila y Suárez de Mendoza, II marquesa de Albaserrada, XVI condesa de Coruña. Volvió a casar el 16 de julio de 1736 con María Manuela de Villalonga y Velasco, hija de Francisco de Villalonga y Fortuny, I conde de la Cueva. Le sucedió, de su primer matrimonio, su hijo:
- Martín Miguel González de Castejón y Dávila (m. 1764), VII marqués de Gramosa,[7] III marqués de Velamazán, XVIII conde de Coruña, conde de la Ribera, XVII vizconde de las Vegas de Matute.

Casó el 11 de noviembre de 1747 con María Bernarda de Silva Rabatta. Le sucedió su hija:
- María del Pilar de Castejón y Silva (1750-18 de septiembre de 1806), VIII marquesa de Gramosa,[7] IV marquesa de Velamazán, III marquesa de Albaserrada, condesa de Coruña, vizcondesa de Torija, vizcondesa de las Vegas de Matute.

Contrajo matrimonio el 14 de marzo de 1765 con su tío paterno, Martín Pedro de Castejón y Dávila, XVIII conde de Coruña, marqués de Beleña, conde de Paredes, vizconde de Torija. Casó en segundas nupcias el 10 de noviembre de 1796 con Pedro de Castejón y Salcedo.  Sin descendencia de sus matrimonios, le sucedió su prima, hija de Juan de Silva Rabatta Meneses, XIV conde de Cifuentes, y de su segunda esposa, María Bernarda González de Castejón:
- María Luisa de Silva y González de Castejón (Madrid, ¿?-18 de julio de 1825), IX marquesa de Gramosa,[7] XV condesa de Cifuentes,[8] dos veces grande de España, V marquesa de Alconchel,[9] dama noble de la Orden de María Luisa.[10]

Contrajo matrimonio el 2 de octubre de 1784 con Juan Bautista de Queralt de Reart y de Pinós (Barcelona, ?-7 de octubre de 1803), VII conde de Santa Coloma, grande de España, V marqués de Albolote y III de Besora, Gran Cruz de la Orden de Carlos III, Gentilhombre de Cámara de S.M. Le sucedió su hijo:
- Juan Bautista de Queralt y Silva (m. 13 de marzo de 1865), X marqués de Gramosa,[7] XIV marqués de Lanzarote, VIII conde de Santa Coloma,[7]  VI marqués de Alconchel,[9] VI marqués de Besora, VI marqués de Albolote, X marqués de Albaserrada, XVI conde de Cifuentes,[8] VII conde de la Cueva, VII conde de la Rivera. Último señor jurisdiccional de Lanzarote.

Casó con María del Pilar Bucarelli y Silva, V marquesa de Vallehermoso, marquesa de Cañete, VII condesa de Gerena, X condesa de las Amayuelas, IX condesa de Fuenclara, VI marquesa de Valdecarzana, X marquesa de Taracena, XI condesa de Tahalú, vizcondesa de Ursúa. Le sucedió su hijo:
- Juan Bautista de Queralt y Bucarelli (1814-17 de abril de 1873), XI marqués de Gramosa el 13 de marzo de 1865,[7] VIII conde de Gerena,[13] VI marqués de Vallehermoso,[14] XI conde de las Amayuelas, IX conde de Santa Coloma, VII marqués de Albolote, VII marqués de Besora, VII marqués de Alconchel,[9] XV marqués de Lanzarote, XI marqués de Albaserrada, VIII conde de la Cueva, XVII conde de Cifuentes, VIII conde de la Rivera, VII marqués de Valdecarzana, XVII marqués de Cañete, XIV marqués de Taracena, XI conde de Escalante, XVII conde de Tahalú, XII conde de Villamor.

Casó en Madrid en 1835 con María Dominga Bernaldo de Quirós y Colón de Larreátegui, dama noble de la Orden de María Luisa, hija de Antonio Bernaldo de Quirós y Rodríguez de los Ríos, VI marqués de Monreal, marqués de Santiago, VI marqués de la Cimada y de Hipólita Colón de Larreátegui y Baquedano, hija del XII duque de Veragua. Cedió el título a su hijo en 1865:
- Hipólito de Queralt y Bernaldo de Quirós (1841-12 de junio de 1877), XII marqués de Gramosa,[7] IX conde de Gerena,[13] VII marqués de Vallehermoso,[14] XII conde de las Amayuelas, X conde de Santa Coloma,[7] VIII marqués de Besora, VIII marqués de Alconchel,[9] XVI marqués de Lanzarote, XII marqués de Albaserrada, IX conde de la Cueva, IX conde de la Rivera, VIII marqués de Valdecarzana, XVIII marqués de Cañete, XV marqués de Taracena, XII conde de Escalante, XVIII conde de Tahalú y XIII conde de Villamor.

Contrajo matrimonio en Madrid en 1866 con Elvira Fernández-Maquieira y Oyanguren, hija de Remigio Fernández-Maquieira y de Frexia María de la O de Oyanguren y Squella. Le sucedió su hijo:
- Enrique de Queralt y Fernández-Maquieira (Madrid, 13 de julio de 1867-13 de enero de 1833),  XIII marqués de Gramosa,[7] X conde de Gerena,[14][13] VIII marqués de Vallehermoso,[14][15] XVII marqués de Lanzarote,  XIII conde de las Amayuelas, IX marqués de Alconchel,[9] XI conde de Santa Coloma,[7] IX marqués de Valdecarzana, XIX marqués de Cañete, XVI marqués de Taracena, XIII conde de Escalante, XIX conde de Tahalú, XIV conde de Villamor, X conde de la Cueva, X conde de la Rivera, vizconde de Certera, vizconde del Infantado.

Casó en 1909 con Brígida Gil-Delgado y Olazábal, hija de Carlos Gil-Delgado y Tacón y de Brígida de Olazábal y González de Castejón, II marquesa de Berna. Le sucedió su hijo:
- Enrique Queralt y Gil Delgado (1910-11 de abril de 1992), XIV marqués de Gramosa,[7] XI conde de Gerena, IX marqués de Vallehermoso,[14] XVIII marqués de Lanzarote, XII conde de Santa Coloma,[7]  XX marqués de Cañete, X  marqués de Alconchel,[9] XIV conde de las Amayuelas, XIV conde de Escalante, XX conde de Tahalú, XV conde de Villamor, X conde de Gerena, XI conde de la Cueva, XI conde de la Rivera,.

Casó en 1833 con María Victoria de  Chávarri y Poveda, hija de Víctor Chávarri y Anduiza, I marqués de Triano, y de María Josefa de Poveda y Echagüe.
- Enrique de Queralt y Chávarri (n. 1935), XV marqués de Gramosa,[7] X marqués de Vallehermoso,[14] XV conde de las Amayuelas, XIII conde de Santa Coloma, , XI marqués de Alconchel,[9] XXI marqués de Cañete, XV conde de Escalante, XXI conde de Tahalú, XVI conde de Villamor.

Casó en Madrid en 1970 con Ana Rosa de Aragón y Pineda, hija de Bartolomé Aragón Gómez y de María del Pilar de Pineda y Cabanellas, VII marquesa de Campo Santo.  Cedió en título a su hijo:
- Enrique de Queralt y Aragón, XVI marqués de Gramosa.[16][15]